# Polizeiruf 110: Eifersucht
Eifersucht ist ein deutscher Kriminalfilm von Bernd Böhlich aus dem Jahr 1988. Der Fernsehfilm erschien als 121. Folge der Filmreihe Polizeiruf 110.

## Handlung
Nach Wochen auf See kehrt Mario Sander mal wieder nach Hause zurück. In der Menschenmenge am Hafen erwartet ihn seine Geliebte Sibylle sowie unweit seine Ehefrau Petra mit seinem kleinsten Kind. Mario geht zu seiner Frau und Sibylle kehrt enttäuscht um. Ihr folgt ein Mann, der sie umgarnt, den sie jedoch an der Haustüre stehen lässt. Es handelt sich um Arno Großer, der sich alleinstehenden Frauen als „Egon“ vorstellt und die Damen nach einer gemeinsamen Nacht ausraubt und verlässt. Von Sibylle stehen gelassen, findet Arno in ihrer Nachbarin Gerda Preißler schnell Ersatz. Sie wird die erste Frau, mit der er es ernst meint, auch wenn er seinen Raubzug durch andere Schlafzimmer in der Folgezeit fortsetzt.
Im Hause Sander sorgt die Heimkehr von Mario für Spannungen. Mario und Petra haben drei Kinder, darunter die beiden Jugendlichen Sven und Nicole. Sie hassen den Vater, weil er die Mutter betrügt. Petra hat in Marios Abwesenheit einen Selbstmordversuch unternommen, weil sie unter dem Verhalten des Mannes, den sie liebt, zu zerbrechen droht. Mario jedoch berührt das Leiden der Familie kaum. Er hat nur ein schlechtes Gewissen, weil Petra für ihn ihre Arbeit aufgegeben hat und neben den drei Kindern auch seine Mutter pflegt. Das vage schlechte Gewissen hält ihn auch davon ab, die Scheidung einzureichen und Sibylle zu heiraten. So steht er zwischen beiden Frauen und kann sich nicht entscheiden – eine Situation, die ihm nicht zu missfallen scheint. Eines Tages ist Sibylle tot. Sie wurde mit einem harten Gegenstand erschlagen, der sich jedoch nicht in ihrer Wohnung findet. Hauptmann Peter Fuchs überträgt die Ermittlungen Oberleutnant Lutz Zimmermann, der gerade unweit des Tatorts in Stralsund bei seinen Eltern Urlaub macht. Er kannte die Journalistin Sibylle persönlich. Erst kurz vor ihrem Tod hatten beide miteinander gesprochen.
Zunächst vermutet Zimmermann, der in seinen Ermittlungen vom örtlichen Leutnant Rolf Schön unterstützt wird, dass die Frau ein Opfer von Egon wurde. Dieser verzichtet zwar bei seinen Taten normalerweise auf Gewalt, könnte hier jedoch weiter als sonst gegangen sein. Als Egon die Schaustellerin Frau Mittelstädt verführen und berauben will, wird er gefasst und vernommen. Es stellt sich heraus, dass Egon alias Arno Großer während der Tatzeit bei Gerda Preißler war. Er fällt als Täter also aus. Ein Zeuge hat jedoch Marios Tochter Nicole zur fraglichen Zeit aus dem Haus Sibylles rennen sehen. Nicole sagt aus, sie habe ihren Vater holen wollen, aber nur die tote Sibylle in der Wohnung gesehen. Ihre Großmutter habe ihr geraten, niemandem etwas von ihrem Fund zu sagen, reiche es doch schon, wenn einer den anderen erschlagen habe. Der Rest der Familie hat ein Alibi: Mario war bis zum frühen Morgen bei Sibylle gewesen, dann jedoch spazieren. Seinen Schock bei der Nachricht von Sibylles Tod beurteilen die Ermittler als echt, zumal ihm ein Motiv fehlt. Petra hätte zwar ein Motiv, hat jedoch zur Tatzeit geschlafen, da sie zwei Schlaftabletten genommen hatte, was Marios Mutter bezeugen konnte. Die alte Frau Sander wiederum ist stark hüftleidend, sodass ihr eine Tat nicht zugetraut werden kann. Dennoch überführt Lutz Zimmermann sie am Ende als Mörderin. Wie Petra litt sie unter dem Verhalten Marios, aber vor allem Sibylles, die die Familie zerstörte. Sie hatte zusätzlich noch die Angst, bei einer Scheidung in ein Heim abgeschoben zu werden. Erschlagen wurde Sibylle mit Frau Sanders Gehhilfe. Frau Sander wiederum verriet sich selbst, als sie Nicole gegenüber feststellte, dass es schon schlimm genug sei, dass Sibylle erschlagen wurde – ein Wissen, über das zu dem Zeitpunkt nur der Täter verfügen konnte. Frau Sander legt ein langes Geständnis ab.

## Produktion
Eifersucht (Arbeitstitel: Nachbarschaft) wurde vom 3. November bis 21. Dezember 1987 in Berlin, Wismar, Timmendorf (Insel Poel), Kühlungsborn, Rethwisch bei Bad Doberan und Neu Karin (Carinerland) gedreht. Die Kostüme des Films schuf Waltraud Damm und Steffen Förster, die Filmbauten stammen von Klaus Poppitz. Der Film hatte am 28. August 1988 im 1. Programm des Fernsehens der DDR seine Premiere. Die Zuschauerbeteiligung lag bei 45,6 Prozent.
Es war die 121. Folge der Filmreihe Polizeiruf 110. Hauptmann Peter Fuchs ermittelte in seinem 73. Fall und Oberleutnant Lutz Zimmermann in seinem 16. Fall. „… durch die Schauspielerführung und vor allem durch die Motivwahl […] und die Lichtführung bekommt die banale Geschichte balladeske Züge“, so die Kritik. Untermalt werde dies durch das „melancholische Lied“ Als ich fortging. Die von Gisela Steineckert auf eine Melodie von Sänger Dirk Michaelis getextete Ballade wird als Titellied des Films verwendet. Zu hören sind zudem die Lieder Am Fenster, z. B. Susann und Casablanca der Gruppe City; die Gruppe Karussell schrieb den Großteil der weiteren Filmmusik.